# David Pinillos
Pour les articles homonymes, voir Pinillos (homonymie).
David Pinillos, née à Ségovie en 1974, est un cinéaste espagnol. 

## Biographie
David Pinillos fait ses débuts en tant que réalisateur dans le film Bon appétit, après avoir écrit et réalisé le court métrage Dolly, également produit par Morena Films. Il est reconnu pour sa grande expérience en tant que monteur.
Parmi les films auxquels il participe, on peut citer Gordos de Daniel Sánchez Arévalo, qui lui vaut une nomination au Goya du meilleur montage lors de la 24e cérémonie des Goyas, La vergüenza (La vengeance) de David Planell, Sexy Killer de Miguel Martí, 8 citas de Rodrigo Sorogoyen et Peris Romano, Películas para no dormir : La habitación del niño (Films pour ne pas dormir : La Chambre du fils) d'Álex de la Iglesia et El juego de la verdad (Le jeu de la vérité) d'Álvaro Fernández Armero.

## Filmographie

### En tant que réalisateur
- 2007 : Dolly (court métrage)
- 2010 : Bon appétit
- 2013 :
  - Gran Reserva
  - Grand Hôtel
- 2014-2015 : Refugiados (Réfugiés)
- 2014 - 2016 : Velvet
- 2017 : Tiempos de guerra (Temps de guerre)
- 2017-2020 : Les Demoiselles du téléphone
- 2019 : 45 revoluciones (45 tours)
- 2023- : Nacho

### En tant que scénariste
- 2007 : Dolly (court métrage)
- 2010 : Bon appétit
- 2024: Respira, série médicale de Carlos Montero[2]

### En tant que monteur
- 2000 : La cartera (Le portefeuille)
- 2001 : Portman, a la sombra de Roberto (Portman, dans l'ombre de Roberto)
- 2002 : Muerte súbita (Mort subite)
- 2003 : 
  - Secuestrados en Georgia (Enlèvement en Géorgie) (téléfilm)
  - Slam
- 2004 : El juego de la verdad
- 2005 : 
  - Fin de curso (Fin des cours)
  - Mar de cristal (Mer de verre)
- 2006 : 
  - Ludoterapia (La thérapie par le jeu)
  - Trastorno (Désordre)
  - Películas para no dormir: La culpa (La Faute) (téléfilm)
  - Películas para no dormir: La habitación del niño (2006)
- 2007 : 
  - Salir pitando (Dégagez d'ici)
  - Seis o siete veranos (Six ou sept étés)
  - Mensajes de voz (Messages vocaux)
- 2008 : 
  - Sexykiller, morirás por ella
  - 8 citas (8 citations)
- 2009 : 
  - Gordos
  - La vergüenza (La vengeance)

## Prix
- Pantalla Abierta du nouveau réalisateur de 2011 pour Bon appétit au Festival du film d'Alcalá de Henares
- Prix Goya dans la catégorie "Meilleur nouveau réalisateur" le 13 février 2011 pour la réalisation de Bon appétit